# Josef Fischnaller (Maler)
Josef Fischnaller (* 18. Oktober 1927 in Brixen, Südtirol; † 26. August 2006 in Linz) war ein österreichischer Maler und Bildhauer. 

## Leben

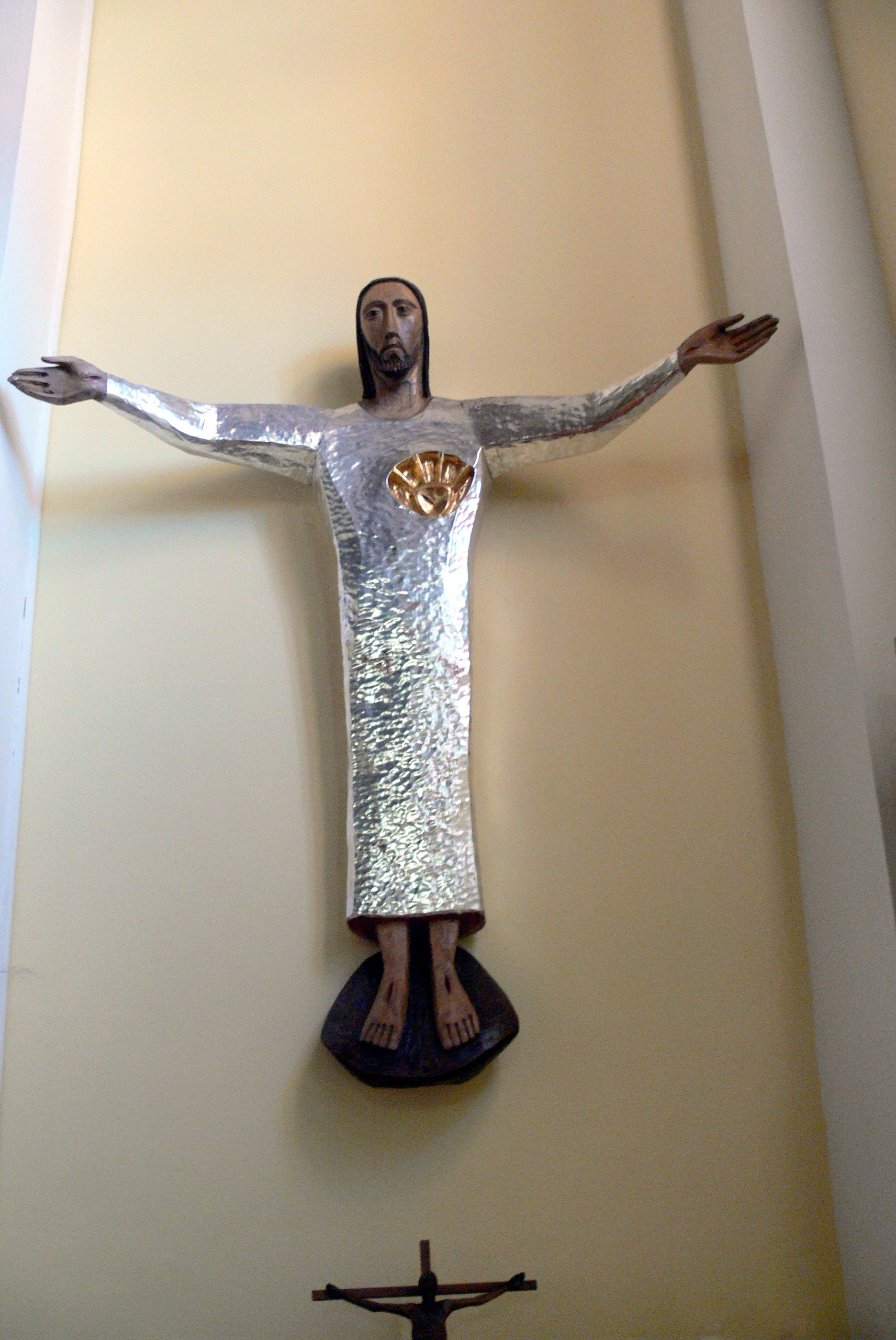
Herz-Jesu-Statue in der Pfarrkirche Oberkappel (1956)

Josef Fischnaller besuchte die Kunstgewerbeschule und danach die Kunstschule der Stadt Linz. Seit 1954 war er als freischaffender Bildhauer und Maler tätig. Anfang der 1960er Jahre gründete er die Künstlergruppe Schableder. 1965 gründete er gemeinsam mit Fritz Aigner und Erich Ruprecht die Donauschule Linz. Er bezeichnete sich selbst als katholischen Christen, wurde aber wegen eines Pamphlets mit dem Titel Gegen die Dummheit der Christen von der katholischen Kirche wegen Ehrenbeleidigung angezeigt. Die Anzeige wurde jedoch fallen gelassen. Ab 1970 arbeitete er im Hofkabinett in Linz. Sein großes Anliegen war, den einfachen Menschen zum Besitz von Kunstwerken zu verhelfen, um sowohl Bildung als auch Vermögen zu fördern.

## Werke
Fischnaller schuf viele sakrale Werke, unter anderem eine Statue des Heiligen Florian, die sich im Besitz von Papst Benedikt XVI. befindet.